# Mistrzostwa Polski w Wioślarstwie 2011
87. Mistrzostwa Polski seniorów w wioślarstwie – odbyły się w Poznaniu w dniach 4–5 czerwca 2011.
Mistrzostwa rozgrywane były na Torze Regatowym Malta.

## Medaliści MP seniorów

### Kobiety
| Konkurencja:                         | Złoto:                                                                              | Srebro:                                                                                   | Brąz: |
| jedynka (W1x)                        | Donata Vištartaitė (Lotto Bydgostia WSG Bank Pocztowy Bydgoszcz)                    | Julia Michalska (Tryton Poznań)                                                           | Agata Gramatyka (AZS AWF Warszawa)                                                                                    |
| jedynka wagi lekkiej (LW1x)          | Weronika Deresz (WTW Warszawa)                                                      | Jaclyn Halko (WTW Warszawa)                                                               | Magdalena Łopato (AZS AWFiS Gdańsk)                                                                                   |
| dwójka podwójna (W2x)                | Magdalena Fularczyk Lina Šaltytė (Lotto Bydgostia WSG Bank Pocztowy Bydgoszcz)      | Magdalena Kemnitz Natalia Madaj (Posnania RBW Poznań)                                     | Karolina Gniadek Agnieszka Kobus (AZS AWF Warszawa)                                                                   |
| dwójka bez sternika (W2-)            | Magdalena Korczak Anna Karzyńska (Posnania RBW Poznań)                              | Kamila Soćko Joanna Leszczyńska (WTW Warszawa)                                            | Kinga Kantorska Katarzyna Wołna (WTW Włocławek)                                                                       |
| dwójka podwójna wagi lekkiej (LW2x)  | Weronika Deresz Agnieszka Renc (WTW Warszawa)                                       | Jaclyn Halko Sylwia Liśkiewicz (WTW Warszawa)                                             | Karolina Lipska Katarzyna Marcinkiewicz (WTW Warszawa)                                                                |
| czwórka podwójna (W4x)               | WTW Warszawa Agnieszka Renc Joanna Leszczyńska Kamila Soćko Weronika Deresz         | Posnania RBW Natalia Madaj Katarzyna Sammler Magdalena Kemnitz Anna Karzyńska             | AZS AWF Warszawa Katarzyna Witek Agnieszka Kobus Agata Gramatyka Karolina Gniadek                                     |
| czwórka bez sternika (W4-)           | WTW Włocławek Marlena Adamska Katarzyna Wołna Marta Liniewska Kinga Kantorska       | WTW Warszawa Anna Demianiuk Joanna Dorociak Marta Kowalska Sylwia Lewandowska             | Lotto Bydgostia WSG Bank Pocztowy Bydgoszcz Magdalena Błoch Magdalena Janicka Ewelina Sławińska Anna Janicka          |
| czwórka podwójna wagi lekkiej (LW4x) | WTW Warszawa Jaclyn Halko Karolina Lipska Katarzyna Marcinkiewicz Sylwia Liśkiewicz | Drakkar Gdańsk Marta Mierzejewska Ewelina Zielaskiewicz Magdalena Kowalczyk Marta Rychter | Lotto Bydgostia WSG Bank Pocztowy Bydgoszcz Natalia Maciukiewicz Marta Pytlasińska Ewelina Matuła Martyna Mikołajczak |
| ósemka (W8+)                         | Lotto Bydgostia WSG Bank Pocztowy Bydgoszcz                                         | WTW Warszawa                                                                              | Posnania RBW Poznań                                                                                                   |

### Mężczyźni
| Konkurencja:                             | Złoto: | Srebro: | Brąz: |
| jedynka (M1x)                            | Mindaugas Griškonis (Lotto Bydgostia WSG Bank Pocztowy Bydgoszcz)                                                                | Michał Słoma (AZS UMK Energa Toruń)                                                                         | Wiktor Chabel (Tryton Poznań)                                                                             |
| jedynka wagi lekkiej (LM1x)              | Mariusz Stańczuk (AZS AWF Warszawa)                                                                                              | Bartłomiej Leśniak (AZS AWF Kraków)                                                                         | Robert Sycz (Lotto Bydgostia WSG Bank Pocztowy Bydgoszcz)                                                 |
| dwójka podwójna (M2x)                    | Marek Kolbowicz Konrad Wasielewski (AZS Szczecin)                                                                                | Karol Niziołek Robert Rybak (WTW Warszawa)                                                                  | Paweł Paziewski Dawid Kawiecki (KW 1904 Poznań)                                                           |
| dwójka bez sternika (M2-)                | Maciej Mattik Zbigniew Schodowski (AZS AWF Gorzów Wielkopolski)                                                                  | Krystian Aranowski Michał Szpakowski (Zawisza Bydgoszcz)                                                    | Dawid Grabowski Bartosz Zabłocki (Posnania RBW Poznań)                                                    |
| dwójka ze sternikiem (M2+)               | Saulius Ritter Piotr Hojka st. Jarosław Szychowski (Lotto Bydgostia WSG Bank Pocztowy Bydgoszcz)                                 | Ryszard Ablewski Mirosław Kędzierski st. Rafał Woźniak (Lotto Bydgostia WSG Bank Pocztowy Bydgoszcz)        | Dominik Kubiak Tomasz Cichocki st. Sebastian Radwański (PTW Płock)                                        |
| dwójka podwójna wagi lekkiej (LM2x)      | Jerzy Kowalski Artur Mikołajczewski (Gopło Kruszwica)                                                                            | Karol Szymerowski Paweł Rańda (AZS Politechnika Wrocław)                                                    | Miłosz Jankowski Adam Sobczak (AZS AWFiS Gdańsk)                                                          |
| dwójka wagi lekkiej bez sternika (LM2-)  | Łukasz Siemion Miłosz Bernatajtys (Lotto Bydgostia WSG Bank Pocztowy Bydgoszcz) Paweł Cięszkowski Tomasz Zagórski (AZS Szczecin) | Sebastian Krajewski Adam Mrotek (Lotto Bydgostia WSG Bank Pocztowy Bydgoszcz)                               | Daniel Sobczak Przemysław Borchardt (AZS AWFiS Gdańsk)                                                    |
| czwórka podwójna (M4x)                   | AZS AWF Gorzów Wielkopolski Mateusz Bielawski Damian Rosolski Michał Jeliński Michał Chrustowski                                 | WTW Warszawa Filip Fulara Robert Rybak Karol Niziołek Marcin Brzeziński                                     | AZS Szczecin Bartosz Jendrzejewski Marek Kolbowicz Krzysztof Młynnik Konrad Wasielewski                   |
| czwórka bez sternika (M4-)               | Lotto Bydgostia WSG Bank Pocztowy Bydgoszcz Dariusz Radosz Sebastian Kosiorek Mikołaj Burda Wojciech Gutorski                    | AZS UMK Energa Toruń Jakub Jabłoński Robert Fuchs Szymon Kuczkowski Piotr Majewski                          | WTW Warszawa Dominik Brodziak Krzysztof Lewandowski Paweł Niziołek Jakub Kocerka                          |
| czwórka ze sternikiem (M4+)              | Zawisza Bydgoszcz Piotr Juszczak Rafał Hejmej Krystian Aranowski Michał Szpakowski st. Daniel Trojanowski                        | AZS UMK Energa Toruń Dariusz Juręczyk Sławomir Kruszkowski Jakub Jabłoński Robert Fuchs st. Michał Lisewski | PTW Płock Damian Plewiński Tomasz Cichocki Dominik Kubiak Damian Salak st. Damian Wujowski                |
| czwórka podwójna wagi lekkiej (LM4x)     | AZS AWFiS Gdańsk Michał Rychlicki Łukasz Szpręgiel Miłosz Jankowski Adam Sobczak                                                 | AZS UMK Energa Toruń Łukasz Pawłowski Łukasz Makowski Radosław Krymski Dawid Kosek                          | MOS Ełk Łukasz Hińcza Dawid Kamiński Sebastian Raczkowski Piotr Krzymiński                                |
| czwórka wagi lekkiej bez sternika (LM4-) | AZS Szczecin Grzegorz Mądry Tomasz Zagórski Paweł Cięszkowski Kamil Tarnowski                                                    | AZS AWFiS Gdańsk Robert Urbański Kamil Bredow Tomasz Mrozowicz Kamil Kaluziński                             | Lotto Bydgostia WSG Bank Pocztowy Bydgoszcz Łukasz Zub Adam Marotek Sebastian Krajewski Marcin Szatkowski |
| ósemka (M8+)                             | Lotto Bydgostia WSG Bank Pocztowy Bydgoszcz                                                                                      | AZS UMK Energa Toruń                                                                                        | PTW Płock                                                                                                 |